# 阪口幸雄
阪口 幸雄（さかぐち ゆきお）は、米国在住のエネルギー問題研究者、経営コンサルタントである。専門は、再生可能エネルギー、エネルギー貯蔵、マイクログリッド、分散電源管理、脱炭素等の米国における技術動向や経済性の研究等。

## 人物
環境・エネルギーの視点から持続可能な社会のあり方や、技術・政策・経済性のバランスのあり方を研究している。2024年時点の主な研究テーマは「脱炭素の技術や経済性の研究」「各種のエネルギー貯蔵方式の比較」「日米のエネルギー政策の比較」等。
阪口は環境・エネルギーに関する執筆・講演活動を幅広く行っている。

## プロフィール
国立岡山大学理学部物理学科卒業（専門は固体物理学）。
阪口は1985年に渡米以来、シリコンバレー在住39年である。

### 略歴
- 1985年 - 1996年：Hitachi Micro Systems, Inc.
  - SHマイコンを用いたシステムLSIの開発。
  - クロック合成手法(US Patent 5691662A)。
- 1996年 - 2002年：Arcadia Design Systems, Inc.
- 2002年 - 2009年：Applause Technologies, Inc. (Founder and CEO)
  - グラフィックLSIに特化したファブレスベンチャー企業である。
  - 10億円以上の資金を調達し、3種類のLSIを開発した。
- 2010年- 現在 ：Clean Energy Research Lab.[1]
  - 環境・エネルギーの視点から持続可能な社会のあり方や、技術・政策・経済性のバランスのあり方を研究するシンクタンクである。

### 講演
- 「脱炭素革命の半導体へのインパクト」（日本学術振興会）
- 「米国で急速に広がるマイクログリッド」（早稲田大学スマート社会技術融合研究機構）
- 「バイデン政権のエネルギー関連政策」（早稲田大学スマート社会技術融合研究機構）
- 「米国のエネルギービジネス」（早稲田大学スマート社会技術融合研究機構）
- 「テスラのエネルギービジネス最新動向」（新社会システム総合研究所）
- 「米国で進む広域自律型マイクログリッド」（新社会システム総合研究所）
- 「米国のエネルギー×ブロックチェーン最前線」 （新社会システム総合研究所）

### 寄稿
- 「離陸寸前、米国の住宅向け蓄電池」 （日経クロステック）
- 「再エネ100%に本気で挑むカリフォルニア」（エナジーシフト）
- 「カリフォルニアとハワイの事例から、アメリカ再エネビジネスをひもとく」（エナジーシフト）

## 著書
- 「脱炭素化はとまらない！－未来を描くビジネスのヒント[2] （成文堂書店、松本真由美、江田健二と共著、2020年9月発行）
- 「米国のエネルギー貯蔵ビジネス」 （新社会システム総合研究所）